# Dendrocalamus
Dendrocalamus es un género de plantas herbáceas de la familia de las poáceas.

## Descripción
Es un género tropical que son similares al género Bambusa. Con cerca de 51 especies aceptadas, este género se encuentra desde el subcontinente indio en todo el sudeste asiático. Dendrocalamus giganteus es uno de los más altos bambúes, capaz de alcanzar alturas de hasta 30 m. 

## Taxonomía
El género fue descrito por Christian Gottfried Daniel Nees von Esenbeck y publicado en Linnaea 9(4): 476. 1835. La especie tipo es: Dendrocalamus strictus
Citología
El número cromosómico básico del género es x = 12, con números cromosómicos somáticos de 2n = 48, 64, y 72 (rara vez 70), ya que hay especies diploides y una serie poliploide.
Etimología
Dendrocalamus: nombre genérico que deriva de las palabras griegas: dendron = (árbol) y kalamos (caña): como una caña arborescente.

## Especies
- Dendrocalamus asper
- Dendrocalamus bogar
- Dendrocalamus brandisii
- Dendrocalamus giganteus
- Dendrocalamus grandis
- Dendrocalamus hamiltonii
- Dendrocalamus jianshuiensis
- Dendrocalamus minor
- Dendrocalamus sikkimensis
- Dendrocalamus strictus
- Dendrocalamus yunnanica
- etc.